# Malacoscylus lanei
Malacoscylus lanei är en skalbaggsart som beskrevs av Martins och Maria Helena M. Galileo 1991. Malacoscylus lanei ingår i släktet Malacoscylus och familjen långhorningar. Inga underarter finns listade i Catalogue of Life.